# Collepasso
Collepasso is een gemeente in de Italiaanse provincie Lecce (regio Apulië) en telt 6375 inwoners (31-12-2011). De oppervlakte bedraagt 12,7 km², de bevolkingsdichtheid is 526 inwoners per km².

## Demografie
Collepasso telt ongeveer 2398 huishoudens. Het aantal inwoners daalde in de periode 1991-2001 met 2,7% volgens cijfers uit de tienjaarlijkse volkstellingen van ISTAT.
| Jaar | Inwoneraantal |
| ---- | ------------- |
| 1991 | 6874          |
| 2001 | 6691          |
| 2011 | 6375          |

## Geografie
De gemeente ligt op ongeveer 120 m boven zeeniveau.
Collepasso grenst aan de volgende gemeenten: Casarano, Cutrofiano, Matino, Neviano, Parabita en Supersano.

## Galerij

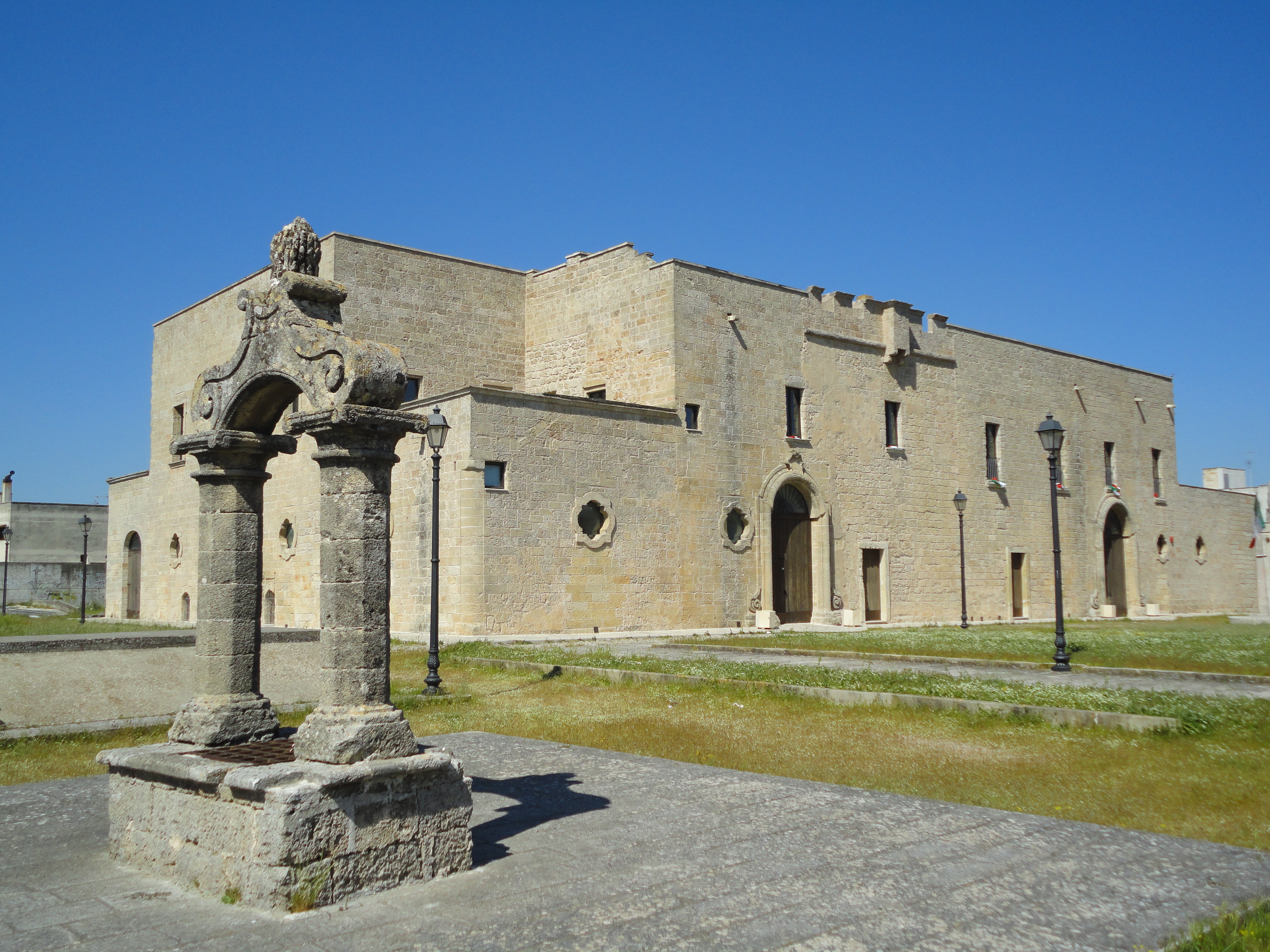
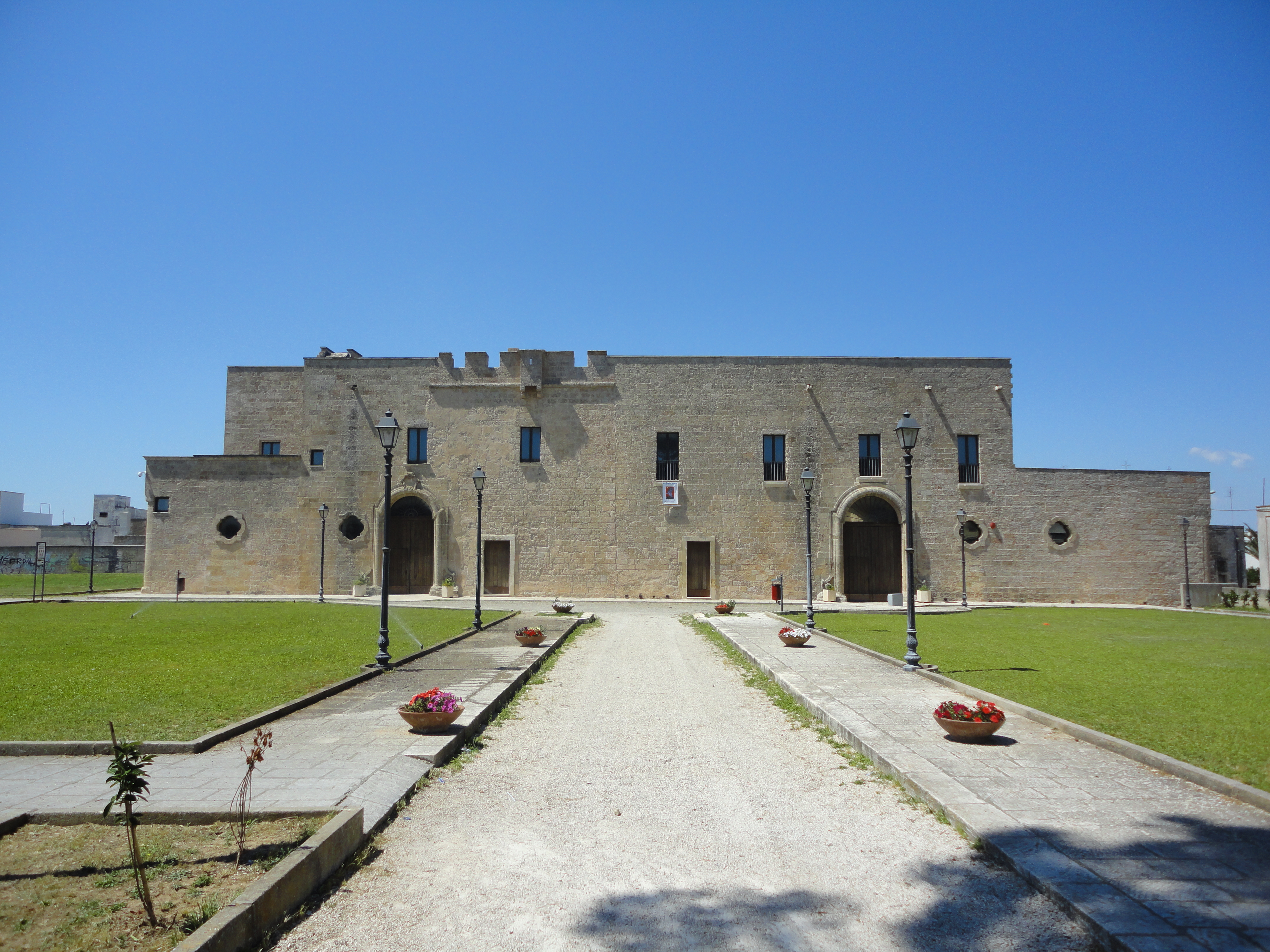
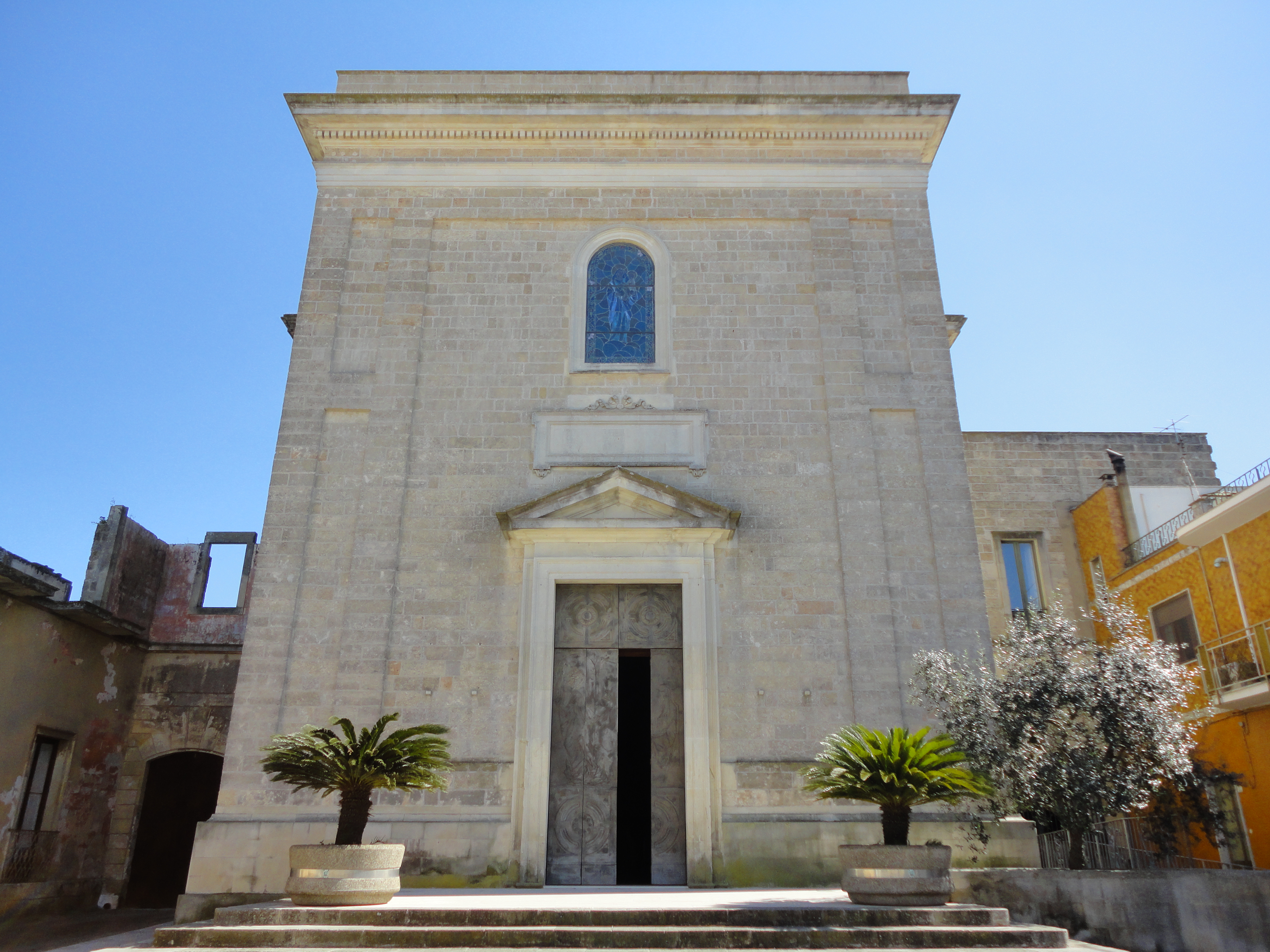
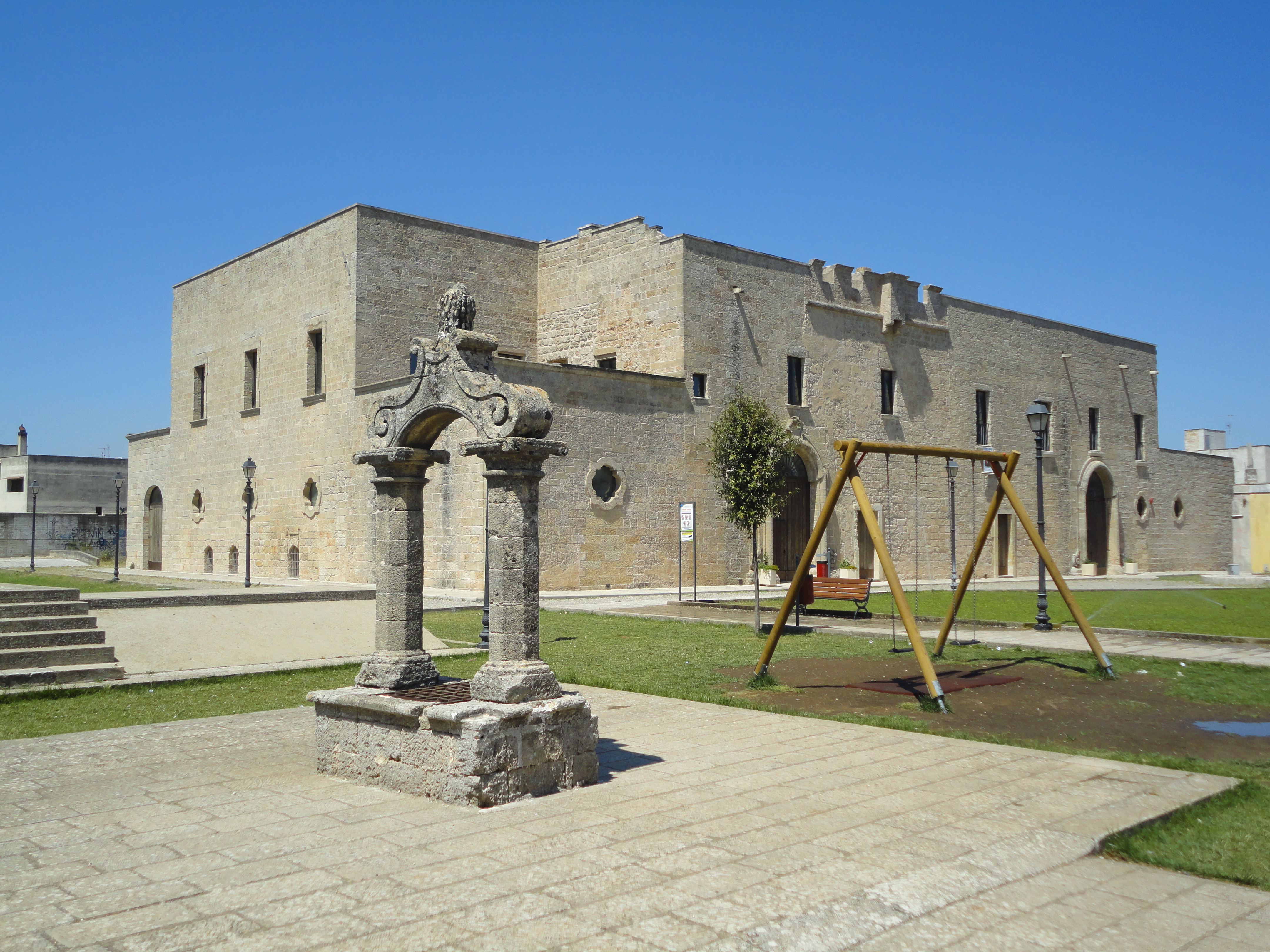
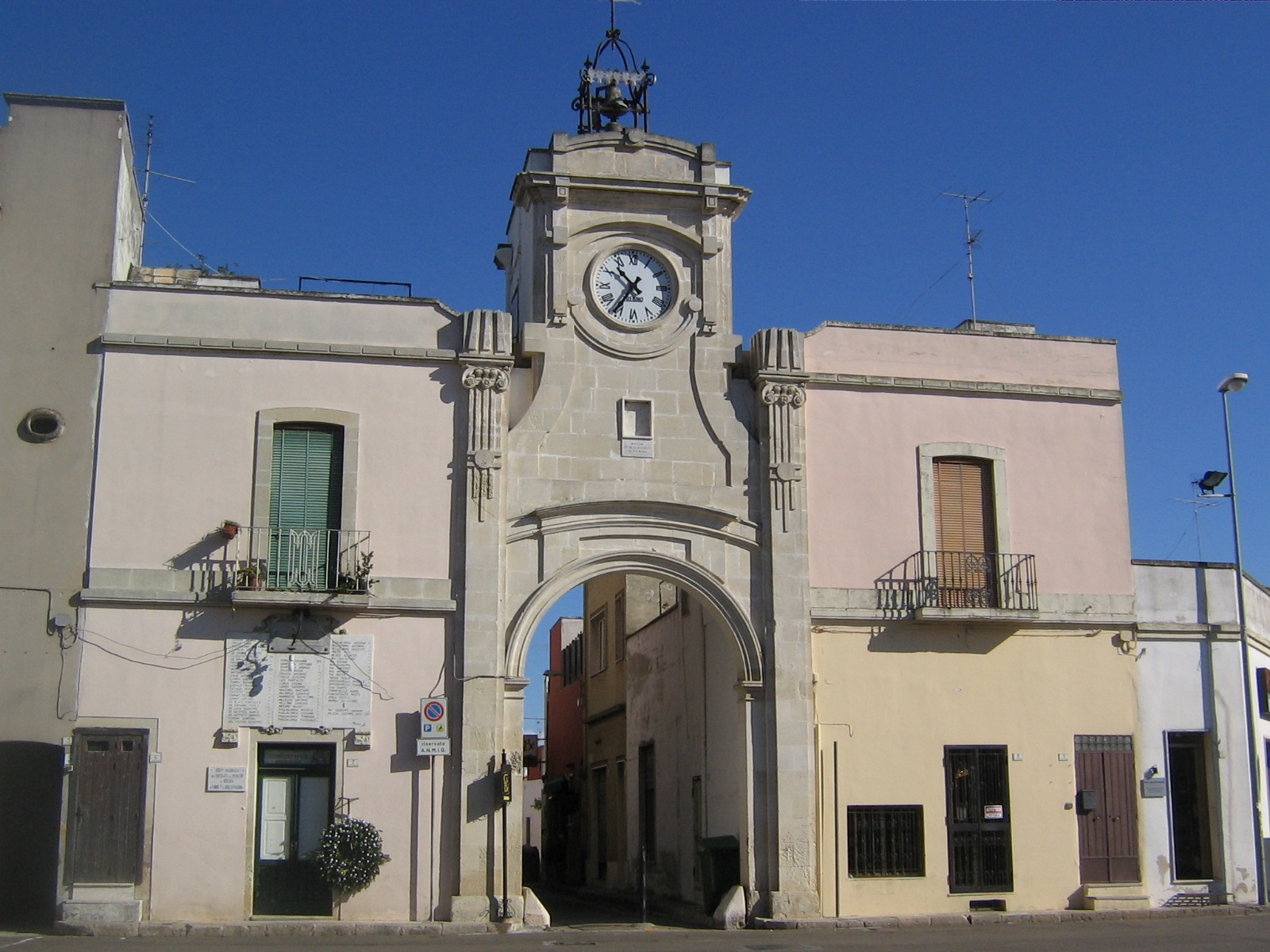